# Mitropa WL 4üm-41a
Die WL4üm-41a waren zwei für die Mitropa 1941 hergestellte anderthalbstöckige Schlafwagen.

## Geschichte
Die Waggonfabrik Wegmann & Co. in Kassel entwickelte ab 1937 einen Schlafwagentyp mit Einbettabteilen. Die Wagen mit den Nummern 20001 und 20002 wurden im April 1941 ausgeliefert. Ein ähnlicher Auftrag ging an Linke-Hofmann, die den Mitropa WL 4üm-41 vorstellten. Bei der Konstruktion der Wagen konnte alle Grundsätze des Leichtbaues noch nicht konsequent umgesetzt werden. Durch den Zweiten Weltkrieg konnte das Erprobungsprogramm nicht vollständig umgesetzt werden. Nach dem Ende des Krieges kam der Wagen 20001 nach einer Aufarbeitung in Kassel zur westdeutschen Schlafwagen- und Speisewagengesellschaft. Der Wagen 20002 wurde in Gotha aufgearbeitet und von der Mitropa in der DDR eingesetzt.

## Konstruktive Merkmale
Die 26 Meter langen Wagen verfügten über einen geschweißten Rahmen. An den Langträgern waren Schürzen angebracht. Die Zugeinrichtung war durchgehend und in der verstärkten Bauart ausgeführt. Durch die tiefliegenden Abteile war eine Umlenkung von 60 mm erforderlich. Die Reibungspuffer entsprachen der Bauart Uerdingen mit abgeschrägten, nichtdrehbaren und abgeflachten Puffertellern.
Die Drehgestelle in Sonderbauart hatten einen Achsstand von 3000 mm. Sie waren vierfach gefedert, die Radsätze liefen in Rollenlagern. Die Wagen verfügten über eine selbsttätige Kunze-Knorr- und eine nichtselbsttätige Henry-Bremse. Die Handbremsen befanden sich an den Wagenenden.
Der Wagenkastenaufbau war in einer Schweißkonstruktion gefertigt. Die Stirnwände waren windschnittig ausgeführt. Die Fensterteilung der Seitenwand auf der Abteilseite war unterschiedlich. Die Wagen verfügten über 12 Einbettabteile der zweiten Klasse, die geschachtelt angeordnet waren. Die oberen Abteile waren über drei und die unteren über eine Stufe zugänglich. Die vier Abteile der ersten Klasse waren tiefliegend in Wagenmitte angeordnet. Jedes Abteil besaß eine eigene Wascheinrichtung. Die Wände bestanden aus Kirschbaumholz, die Sitze der ersten Klasse waren rot und die der zweiten Klasse blau bezogen. Die Wände des Seitenganges waren mit Rüster und die Decke mit Bergahorn verkleidet. Insgesamt waren 20 Sitzplätze vorhanden. Die erste-Klasse-Abteile konnten mit zwei Personen belegt als zweite-Klasse-Abteile genutzt werden. Über die gesamte Breite des Abteiles befand sich ein entsprechender Sitz, der in das Schlaflager umgewandelt wurde.
Die Warmwasserheizung arbeitete mit automatischen elektrisch gesteuerten Ventilen. Die Reisenden konnte drei Stufen wählen, die den Temperaturen 14, 19 und 23 °C entsprachen. Die Wagen verfügten über eine Druckbelüftungsanlage. Der Wagen 20001 hatte zusätzlich eine Eiskühlung.
Die Beleuchtung erfolgte mit Glühlampen. Die Energieversorgung erfolgte durch zwei Querfeldgeneratoren GEz (Typ RZG 506). Das Beleuchtungsnetz hatte eine Leistungsaufnahme von 2100 W und die Kraftanlage von 5100 W.